# Kameniště (Jizerské hory)
Kameniště (608 m n. m., německy Steinberg) je hora v Jizerských horách, v okrsku Albrechtická vrchovina. Nachází se ve vzdálenosti 1,5 kilometru jihozápadním směrem od Albrechtic u Frýdlantu, části města Frýdlant. Vrchol má podobu nízkého neovulkanického suku protaženého ve směru od severozápadu k jihovýchodu. Skládá se z olivinického nefelinitu.
Na jižních svazích vrcholu se nachází dubové lesní porosty, ve kterých je možné nalézt také smrky, břízy, ale také keře. V již odlesněných místech na svazích Kameniště jsou pole s ornou půdou a louky. Na jižním úbočí je patrný již opuštěný kamenolom.